# 안동 광흥사 아미타극락회상도
안동 광흥사 아미타극락회상도(安東 廣興寺 阿彌陀極樂會上圖)는 경상북도 안동시 서후면 재품리, 광흥사에 있는 불화이다. 2015년 12월 28일 경상북도의 문화재자료 제634호로 지정되었다.

## 개요
이 아미타극락회상도는 비단 6폭을 엮어 마련한 바탕화면에 채색을 베푼 불화이다. 아미타삼존과 일부 권속이 배치된 간략한 도상 구성을 갖추고 있으며, 중대형의 규모로 전각의 상단탱으로 조성되었다.
화면 하단 양쪽에 주색 바탕에 먹선으로 화기(畵記)란을 마련하고 그 안에 묵서(墨書)로 화기를 기술하였다. 화기에 의하면, 1886년(광서 光緖 12)에 수화승 하은당 응상(應祥)을 비롯하여 7인이 관여하여 제작한 불화임을 알 수 있다.
이 불화는 명확한 제작시기를 알 수 있을 뿐만 아니라 조선후기 19세기의 특징을 알 수 있는 원형 내 동자상의 배치, 색채와 의습처리 등에서 응상 작품의 도상 및 화풍을 알 수 있는 주요한 사례이므로 문화재자료(文化財資料)로 지정한다.

## 같이 보기
- 안동 광흥사

## 참고 자료
- 안동 광흥사 아미타극락회상도 - 국가유산청 국가유산포털